# '80s Metal - Tribute to Van Halen
'80s Metal - Tribute to Van Halen è un album tributo dedicato alla band statunitense Van Halen pubblicato nel 2006 dalla Cleopatra Records.
L'album ripropone diverse cover, già pubblicate nei precedenti album tributo, con l'aggiunta di poche nuove incisioni, tra cui spicca la versione di Ain't Talkin' 'Bout Love realizzata dal cantante Paul Di'Anno (ex-Iron Maiden).

## Tracce
1. Ain't Talkin' 'Bout Love – 3:49
2. Unchained – 3:22
3. I'm the One – 3:38
4. Panama – 3:25
5. Ice Cream Man – 3:25
6. Atomic Punk – 3:37
7. Hot for Teacher – 4:43
8. Runnin' with the Devil – 3:42
9. Dance the Night Away – 3:21
10. Yankee Rose – 4:21
11. So This Is Love? – 3:12
12. Light Up the Sky – 3:48

## Artisti e gruppi partecipanti
- Traccia 1: Paul Di'Anno
- Traccia 2: Jack Russell, Dweezil Zappa, Marco Mendoza, Eric Singer
- Traccia 3: Mark Slaughter, Doug Aldrich, Tim Bogert, Frankie Banali
- Traccia 4: Jani Lane, George Lynch, Tony Franklin, Gregg Bissonette
- Traccia 5: Colby, Gilby Clarke, Frankie Wilsey, Fred Coury
- Traccia 6: Fee Waybill, Brad Gillis, Tim Bogert, Frankie Banali
- Traccia 7: John Corabi, Bruce Kulick, Tony Franklin, Gregg Bissonette
- Traccia 8: Stephen Pearcy, Jake E. Lee, Tim Bogert, Frankie Banali
- Traccia 9: Joe Lynn Turner, Reb Beach, Marco Mendoza, Gregg Bissonette
- Traccia 10: Enuff Z'Nuff
- Traccia 11: Jeff Scott Soto, Blues Saraceno, Tony Franklin, Eric Singer
- Traccia 12: Doug Pinnick, Yngwie Malmsteen, Billy Sheehan, Vinnie Colaiuta